# Heraclia jacksoni
Heraclia jacksoni là một loài bướm đêm trong họ Noctuidae.